# Rotala ramosior
La hierba del piojo (Rotala ramosior) es hierba acuática perteneciente a la familia Lythraceae conocida con el nombre común de "lowland rotala". Es originaria de América, donde crece en los lugares con agua, tales como lagos, arroyos y canales de riego. Son plantas anuales con raíces fibrosas, a veces enraizándose en los nodos. Sus tallos son cuadrados en sección transversal. Sus hojas son de varias formas, lineares  a triangulares y las inferiores son truncadas como aurículas cordadas. Sus flores son solitarias y sésiles con pétalos diminutos rosa a blanco.

## Descripción
Los tallos de la planta crecen hasta unos 40 centímetros de largo. Las hojas son decusadas, dispuestas en pares opuestos perpendiculares a lo largo de los tallos. Las hojas son lineales a lanceoladas u ovales y tienen hasta 5 centímetros de largo. Las flores se presentan aisladas en las axilas de las hojas. Cada una tiene los sépalos de forma triangular  con apéndices largos y estrechos y por lo general cuatro pétalos blancos diminutos en tonos de rosado a blanco.

## Sinonimia
- Ammannia catholica Cham. & Schltdl.
- Ammannia dentifera A.Gray
- Ammannia humilis Michx.
- Ammannia monoflora Blanco
- Ammannia occidentalis DC.
- Ammannia ramosa Hill
- Ammannia ramosior L. basónimo
- Boykinia humilis (Michx.) Raf.
- Peplis occidentalis Spreng.
- Rotala catholica (Cham. & Schltdl.) Leeuwen
- Rotala dentifera (A. Gray) Koehne[3]